# Strengberg
Strengberg osztrák mezőváros Alsó-Ausztria Amstetteni járásában. 2023 januárjában 2150 lakosa volt. 

## Elhelyezkedése

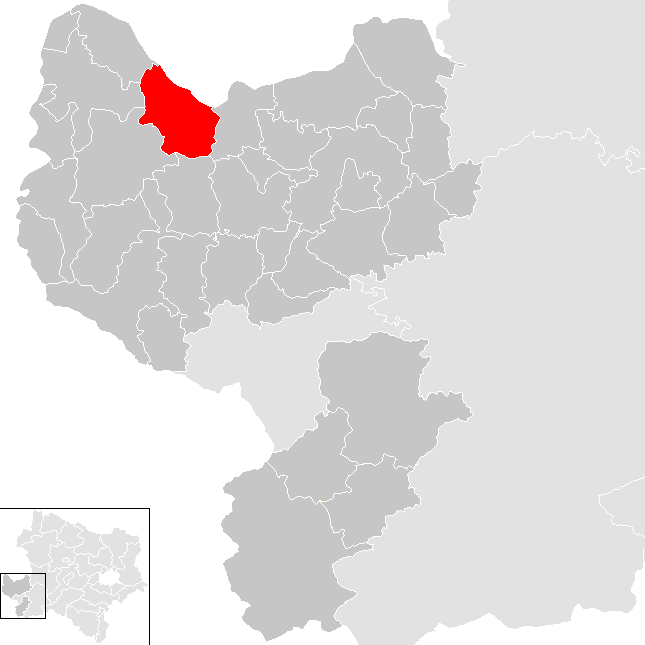
Strengberg az Amstetteni járásban

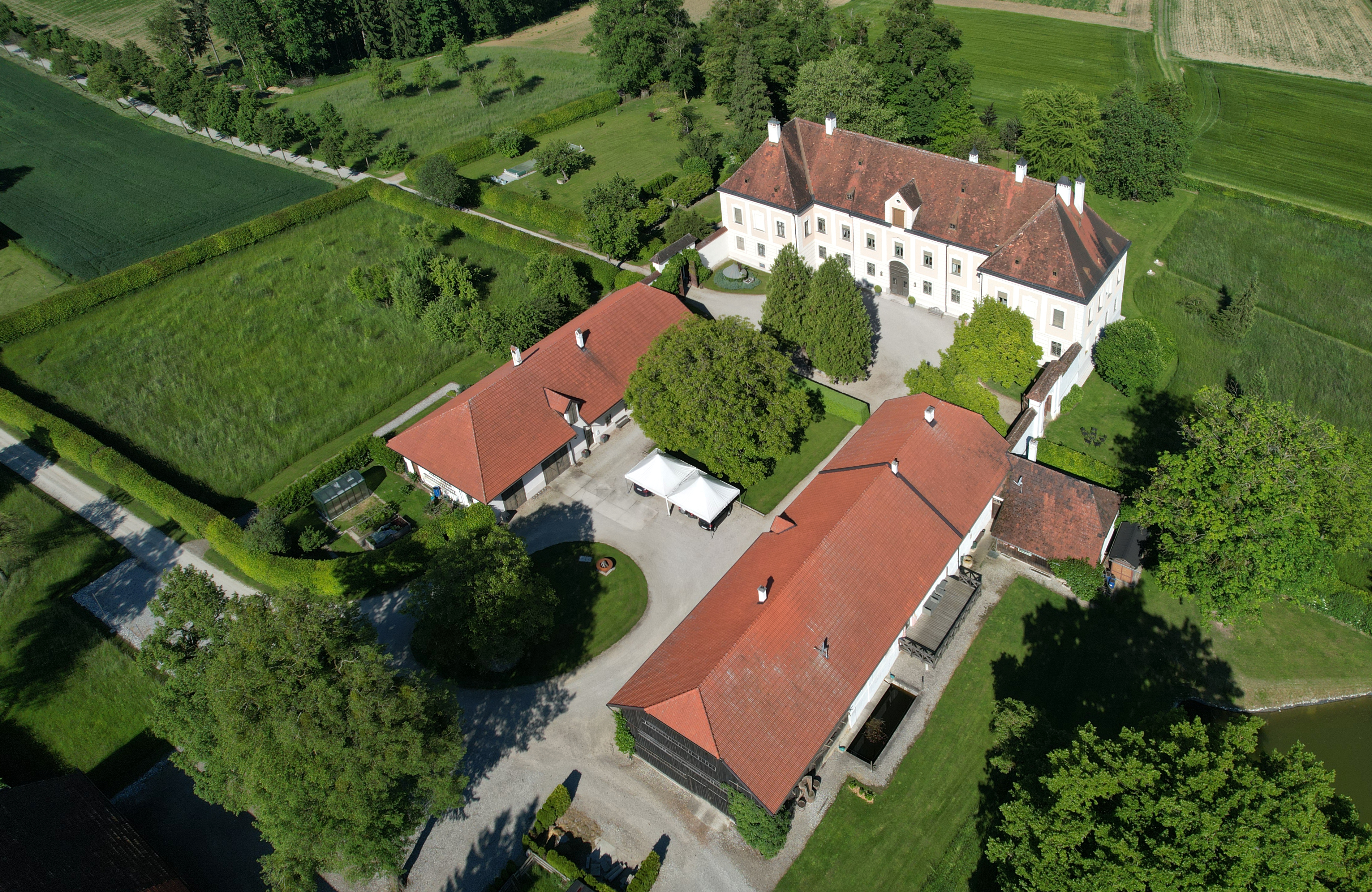
Az achleiteni kastély

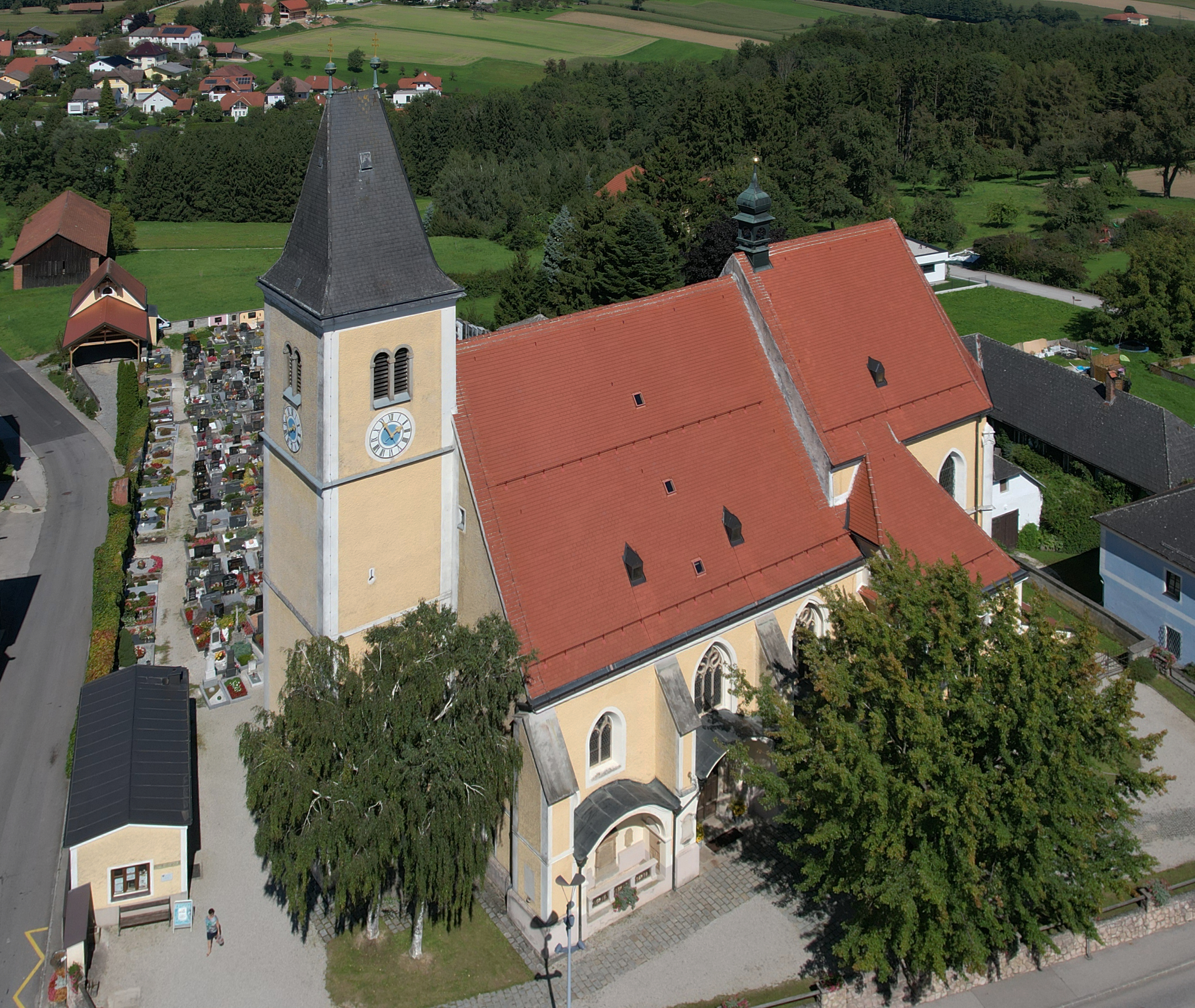
A Mária mennybevétele-plébániatemplom

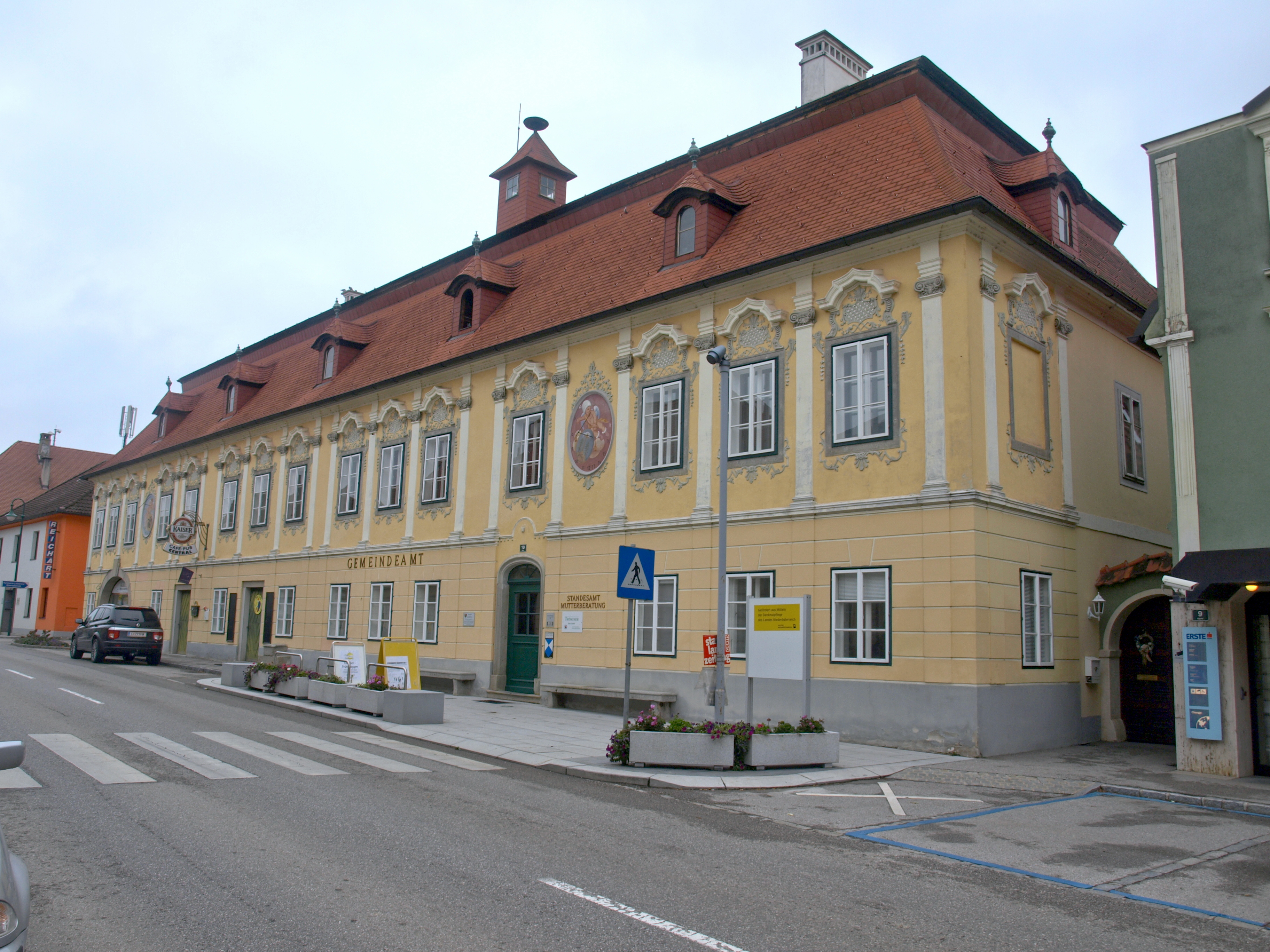
A városháza

Strengberg a tartomány Mostviertel régiójában fekszik, a Dunától délre. Területének 19,1%-a erdő, 70,6% áll mezőgazdasági művelés alatt. Az önkormányzat 6 települést egyesít: Au (2 lakos 2023-ban), Limbach (546), Ottendorf (193), Ramsau (490), Strengberg (555) és Thürnbuch (364).
A környező önkormányzatok: keletre Wallsee-Sindelburg, délre Wolfsbach, délnyugatra Haag, nyugatra Sankt Valentin, északnyugatra Sankt Pantaleon-Erla és Naarn im Machlande, északkeletre Mitterkirchen im Machland.

## Története
A mezőváros területe a régészeti leletek tanúsága szerint már a római korban is lakott volt, a birodalom dunai határát védte az az őrtorony, melynek maradványai az Engelbach-híd mellett találhatóak. 
A 9. századtól területe a bajorországi tegernseei bencés apátság birtoka volt egészen annak 1803-as feloszlatásáig; ekkor még Kroisbach néven ismerték. Templomát 1031-ben szentelte fel a passaui püspök. 
A Strengberg ("hosszúhegy") nevet 1225 körül kapta a település és ugyanebben az évben már mezővárosként hivatkoznak rá. A későbbiekben fontos kiváltságokat kapott, többek között II. Miksa császártól (1564-1576) a gabona-, bor- és vászonkereskedelemre.
A reformáció idején lakói többsége protestánssá vált. Bécs 1683-as második török ostroma idején 68 polgár esett áldozatul a török portyázóknak. Mivel a Duna-menti település fontos postakocsi-útvonalon feküdt, postaállomásán prominens vendégek is megszálltak, többek között Mária Terézia, VI. Pius pápa, illetve 1805-ben, amikor a franciák elfoglalták a mezővárost, Napóleon császár. 

## Lakosság
A strengbergi önkormányzat területén 2023 januárjában 2150 fő élt. A lakosságszám 1869 óta 2000-2300 között mozog. 2020-ban az ittlakók 95,5%-a volt osztrák állampolgár; a külföldiek közül 0,4% a régi (2004 előtti), 3,2% az új EU-tagállamokból érkezett. 0,7% az egykori Jugoszlávia (Szlovénia és Horvátország nélkül) vagy Törökország, 0,2% egyéb országok polgára volt. 2001-ben a lakosok 95,8%-a római katolikusnak, 1,5% mohamedánnak, 1,6% pedig felekezeten kívülinek vallotta magát. Ugyanekkor 2 magyar élt a mezővárosban; a legnagyobb nemzetiségi csoportot a németeken kívül (97,3%) a törökök alkották 0,6%-kal.
A népesség változása:

| 2016 | 2 028 |
| 2018 | 2 055 |

## Látnivalók
- az achleiteni kastély (a tegernseei kolostor volt uradalmi központja)
- a Mária mennybevétele-plébániatemplom
- a volt postaállomás (a 19. században átépítették), ma városháza

## Fordítás
- Ez a szócikk részben vagy egészben  a   Strengberg című német Wikipédia-szócikk ezen változatának fordításán alapul.  Az eredeti cikk szerkesztőit annak laptörténete sorolja fel. Ez a jelzés csupán a megfogalmazás eredetét és a szerzői jogokat jelzi, nem szolgál a cikkben szereplő információk forrásmegjelöléseként.